# BC Apollo Amsterdam
El BC Apollo Amsterdam es un equipo de baloncesto holandés que compite en la BNXT League, la nueva liga fruto de la fusión de la Dutch Basketball League neerlandesa y la Pro Basketball League belga. Tiene su sede en la ciudad de Ámsterdam. Disputa sus partidos en el Apollolaan.
En 2011 el club fue fundado tras la fusión de BV Lely y Mosquitos, ambos clubes de Ámsterdam. En 2012, el club decide entrar en la FEB Eredivisie.

## Nombres
- BC Apollo (2011-2015)
- Apollo Amsterdam (2015-presente)

### Registro por temporadas
| Temporada | Nivel | Liga            | Pos. | NBB Cup          | Records | Records | Records |
| Temporada | Nivel | Liga            | Pos. | NBB Cup          | TR      | PO      | CO      |
| --------- | ----- | --------------- | ---- | ---------------- | ------- | ------- | ------- |
| 2011–12   | 2     | Promotiedivisie | 1º   |                  | 21–5    | 3–0     | –       |
| 2012–13   | 1     | DBL             | 9º   | Octavos de final | 4–32    | –       | 0–1     |
| 2013–14   | 1     | DBL             | 8º   | Octavos de final | 7–29    | 0–2     | 0–1     |
| 2014–15   | 1     | DBL             | 7º   | Octavos de final | 5–23    | –       | 0–1     |
| 2015–16   | 1     | DBL             | 5º   | Cuartos de final | 10–18   | 0–2     | 1–2     |
| 2016–17   | 1     | DBL             | 5º   | Semifinalista    | 9–19    | 1–2     | 3–2     |
| 2017–18   | 1     | DBL             | 7º   | 4ª ronda         | 9–23    |         | 0–1     |

## Palmarés
- Promotie Divisie
  - Campeón (3): 2006, 2010, 2012